# بيامى صفا
بيامى صفا (بالتركية: Peyami Safa) (1899م - 15 يونيو 1961م)، قاص وروائي تركي مواليد إسطنبول، عرف أيضا بأعمالة الفكرية وكتاباته الصحفية بجانب رواياته التي استخدم فيها اسم مستعار «سرور بديع».

## حياته
هو ابن إسماعيل صفا من شعراء مدرسة ثروت فنون الأدبية. وقد ذاق طعم اليتم وهو في الثانية من عمره، بعد وفاة والده عام 1901م، والذي تم نفيه لسيواس؛ ولهذا السبب أطلق عليه اسم «يتيمى صفا». وبجانب حرمانه من الأب في سن صغير، فقد تعرض أيضاً لمرض في العظام وهو في عمر مابين الثامنة إلى التاسعة، حيث استمر معه جتى بلغ السابعة عشر. مما عرضة لأزمات صحية ونفسية عظيمة، حتى أن الأطباء قرروا أن يبتروا له ذراعة إلا أن بيامى صافى رفض. وفيما بعد أشرك القراء في هذه الأزمات النفسية من خلال روايته التي كتبها باسم «مضجع الخارجية التاسع» ولم يستطع أن يكمل تعليمه بسبب الأزمات التي خلفتها الحروب من جانب ومرضه من جانب آخر. وقد ترك تعليمه في منتصفه وهو في الثالثة عشر من عمره، حيث كان في مدرسة (وفاء اعدادي)؛ وذلك حتى يكسب قوت يومه ويرعى والدته. حيث عمل في مطبعة كرتون، ثم في وزارة البريد –والتلغراف وعمل هناك حتى الحرب العالمية الأولى. وفي عام 1914م، فيما بعد بدأ العمل مدرساً في مدرسة «رهبرى اتحاد مكتبى» في بوغازجى. وفي هذه المدرسة التي عمل بها لمدة أربع سنوات، قام بالتدريس من جهة، ومن جهة أخرى سعى لتطوير لغته الفرنسية معتمداً على نفسه. واستخدمها في عملة الأدبي المسمى «نحن بشر» في عام 1918م، وبناءً على رغبة أخيه الأكبر «الهامى صفا» ترك المدرسة وباشر العمل الصحفي في جريدة مسائية باسم«القرن العشرين»، بقصصه القصيرة التي كتبها تحت عنوان «الحكايات العصرية».

## حياته الأدبية
بيامي صفا الذي بدأ في استخدام اسم (سرور بديع) على هذه الحكايات التي كتبها دون توقيع، قد كتب في صحيفة (صوك تلغراف) عام 1921م، ومنها انتقل اعمل في (تصوير افكار)، وبعد ذلك عمل في جريدة (جمهوريت)، وظل يكتب المقالات والروايات والطرف في هذه الجريدة حتى عام 1940م. كما كتب بيامي صفا في جرائد ومجلات عديدة وعلى رأسها جريدة (مليت) حتى عام 1960م، وقد شرع بعد السابع والعشرين من مايو في الكتابة في جريدة (صوك حوادث) عام 1961م. وقد أحزنه وفاة ابنة (مروت) الذي كان ضابطاً احتياطياً في نفس العام؛ حتى أنه توفى بعده في استانبول بعد شهرين أو ثلاثة.
وبيامى صفا الذي حمل في أعماله الروائية الأولى آراء تميل إلى اليسارية، من خلال روايته «المضجع الخارجى التاسع» الذي تناول فيها الحالة النفسية لمريض، فإنه قد أهداها لناظم حكمت عام 1913م، وبخلاف هذه الرواية فإنه في روايات «المحشر» عام 1924م، و«البرق» عام 1928م، و «فاتح حربيه» عام 1931 م، و«نحن البشر» عام 1939 م، التي كتبهم في الفترة من 1922م-1939م، قد تناول شخصيات مشتته بين الغربى- الشرقى بطريقة مجردة. وبينما نجح صفا في تحليل الحالة النفسية للشخصيات وبنية الأحداث والنواحى اللغوية وتكنيك السرد إلا أنه تعرض للانتقادات بسبب اهتمامه الزائد في الرواية بالفكرة. وبيامى صفا الذي أظهر اهتماماً بالتيار الاشتراكي العالمي الذي ساد في الحرب العالمية الثانية. في روايته «آنسة نورالية» قدم رواية واقعية تتجه نحو التصوف.
استخدم بيامى صفا -الذي نشر حكايته الأولى الطويلة «شبابنا» في عام 1922م- في كتبه التي كتبها بهدف أن يحصل أموال اسمه المستعار «إلهامى صفا» وهو اسم أخية الأكبر، كما استخدم اسم سرور بديع اسماً مستعاراً وهو مستمد من اسم أمه (سرور بديعة هانم)، فهذه الأسماء المستعارة قدمت أعمالاً أدبية بالمئات. ومن أحب هذه الأعمال روايتة «جومبادان» وسلسلة أعمالة الروائية جينكوز رجائى.
أصدر بيامى صفا جرائد الأسبوع، والأسبوع الثقافي (1936 وأعدادها 21)، والفكر التركي (1953-1960 وأعددها 63)، وقد كان لهذه الجرائد تأثير في السنوات التي نشرت فيها على الحياة الثقافية في تركيا.
عُرف بيامى صفا كروائى مرموق، لفت الأنظار إليه بقصصه الطويلة، كما كتب رواية تاريخية بنفس الأداء تناول «آتيلا» حاكم الهون الذي عرف باسم «ظالم» في المصادر الغربية،

## الأعمال التي كتبت بشأنه
- الأستاذ الدكتور، محمد تكين، دكتور محمد أونال، ودكتور نان آه لى، رسالة دكتوراه عن بيامى صفا.
- الكاتب بشير آيوز اوغلى، شارك بعمل بيبليوجرافيا عن «بيامى صفا» إصدار دار نشر «اوتو كن»
- ذو الفقار أوغوز ييقان، أعد رسالة ماجيستير بعنوان «روايات بيامى صفا» التي وقعها باسم مستعار هو: «سرورر بديع»، في معهد العلوم الاجتماعية التابع لجامعة غازى عام 2004م.
- الكاتب – المترجم صبرى قاليج، ترجم للغة الإنجليزية رواية بيامى صفا «المضجع الخارجى التاسع» في عام 2011.

## أعماله الأدبية
شبابنا 1922، برق 1923، سوزده قيز 1923، المحشر 1924، كان مساءً 1924م، ظلال الحربة 1924، قلب فتاة شابة 1925، جانان 1925، مضجع الخارجية التاسع 1930، فاتح حربية 1931، آتيلا 1931، رواية تردد 1933، الآنسة نورالية 1949، نحن فرادى 1951، نحن بشر 1959.

### التحليل – النقد
نظرات على الانقلاب التركى (1938)، الاستفتاء الأوروبى الكبير (1938)، الدليل الفلسفى (1939)، الأمة والإنسان (1943)، معهودات (1959)، التصوف (1961)، الدولية (1961)، الاشتراكية (1961)، بين الشرق والغرب (1963).
الفن - الأدب – النقد (1971). اللغة العثمانية – اللغة التركية (1970). الاشتراكية - الماركيسية – الشيوعية (1971) الدين – الانقلاب- الرجعية (1971) المراءة –الحب- الأسرة (1973) الأدباء – الفنانين- المشاهير (1976).

## روابط خارجية
- بيامى صفا على موقع IMDb (الإنجليزية)
- بيامى صفا على موقع قاعدة بيانات الفيلم (الإنجليزية)